# SS James Cosgrove
Lo SS James Cosgrove era un peschereccio da traino di classe Castle costruito nel Regno Unito per essere utilizzato come dragamine nel corso della prima guerra mondiale. Nel 1920 fu acquistata dalla Sanford Ltd. per essere utilizzata in Nuova Zelanda come peschereccio da traino, per poi essere utilizzata nuovamente come dragamine dalla Royal New Zealand Navy durante la seconda guerra mondiale. Parzialmente demolito presso il Viaduct Basin fino agli anni Cinquanta del XX secolo,  la sua carcassa fu affondata in mare nel 1952.

## Storia
Il James Cosgrove fu costruito presso il cantiere navale Ailsa Shipbuilding Company, sito ad Ayr durante la prima guerra mondiale per essere usato come dragamine, venendo convertito in peschereccio dopo la fine del conflitto. Fu acquistata dalla Sanford Ltd. nel 1920 e salpò da Glasgow nel maggio di quell'anno, arrivando ad Auckland il 2 luglio dopo un viaggio di 11.432 miglia nautiche.

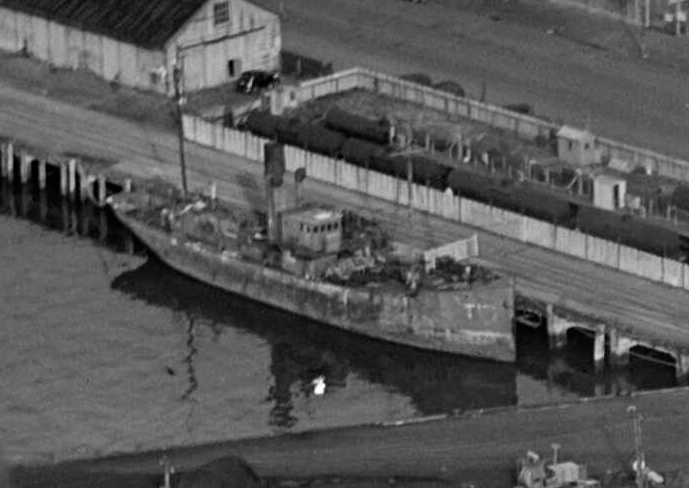
Il James Cosgrove ormeggiato al Viaduct Basin, 1949.

Nel marzo 1928 si pensò, erroneamente, che la James Cosgrove erroneamente fosse in pericolo, e l'ispettore di polizia di Napier ricevette una chiamata riguardante una nave, che sembrava essere in difficoltà a quattro miglia (6,4 km) dalla costa, e successivamente vista dirigersi verso sud.
Una volta che la James Cosgrove ritornò ad Auckland, pochi giorni dopo, gli ufficiali dichiararono che non vi erano fondamenti di sorta per le voci secondo cui la nave si trovava in pericolo, con la probabile spiegazione che la gente del posto non aveva familiarità con la pesca a strascico e la scambiava per una nave in avaria. Il 24 maggio 1936 il cuoco della James Cosgrove scomparve dalla nave mentre essa stava pescando a strascico nella baia di Plenty. Il peschereccio tornò indietro lungo la rotta percorsa precedentemente per un'ora, l'intera nave fu perquisita, ma il cuoco non fu mai trovato. Con tutta probabilità era caduto in mare.
Entro un giorno dalla dichiarazione di guerra contro la Germania, il 3 settembre 1939, il Dipartimento della Marina Neozelandese requisì il James Cosgrove insieme agli altri pescherecci da traino della Sanford, il Thomas Currell e lo Humphrey. Le tre navi vennero convertite per compiti di dragaggio e armate con un cannone da 102 mm, bombe di profondità e attrezzature per lo sminamento, ricevendo anche un telegrafo senza fili e attrezzatura telegrafica.
Il James Cosgrove entrò in servizio nella Royal New Zealand Navy il 10 ottobre 1939, con pennant number T10, primo dei tre pescherecci da traino della Sanford Ltd. Il 28 febbraio 1940 il James Cosgrove venne rimorchiato ad Auckland dallo Humphrey dopo un grave guasto al motore.  La mattina del 19 giugno 1940, fu ricevuto un segnale di soccorso dalla nave passeggeri Niagara, che informava di avere urtato una mina tra Bream Head e le isole Mokohinau e stava affondando. Alla James Cosgrove e alla Thomas Currell fu ordinato di prendere salpare, procedendo a tutta velocità verso la posizione del Niagara che fu raggiunta  alle 12:50 con iniziando le operazioni di sminamento alle 14:48. Lei e la Thomas Currell scoprirono due mine di contatto che erano state posate di recente dall'incrociatore ausiliario tedesco Orion , ed entrambe furono distrutte con il fuoco dei fucili.
Nel dicembre 1943 si scoprì che il James Cosgrove aveva gravi avarie meccaniche alla caldaia e fu immediatamente ritirato dal servizio. Dopo la fine della seconda guerra mondiale,il James Cosgrove fu nuovamente offerto alla Sanford Ltd, ma a causa della sua età, dei costi di conversione e del fatto che la caldaia bruciava carbone pesante (11-12 tonnellate al giorno) la società non rilevò mai la proprietà del peschereccio.
La nave rimase in disarmo nel Viaduct Basin fino agli anni Cinquanta del XX secolo, quando fu venduta come rottame nel 1951. Lo scafo fu rimorchiato in mare aperto per essere affondata. Ma in un rapporto successivo del giugno 1961, il Dipartimento della Marina informò il Coromandel Country Council che il relitto sommerso della James Cosgrove avrebbe dovuto essere rimosso poiché si trovava vicino al molo di Coromandel, costituendo un pericolo per la navigazione. Poiché era stata collocata lì come parte dei lavori portuali proposti anni prima, venne completamente riempita di cemento.